# Mateusz Polski
Mateusz Polski est un boxeur polonais né le 5 février 1993.

## Carrière
Sa carrière amateur est principalement marquée par une médaille de bronze remportée aux Jeux européens de Bakou en 2015 dans la catégorie poids légers malgré sa défaite en demi-finale contre le français Sofiane Oumiha et une médaille de bronze aux championnats d'Europe de Kharkiv en 2017 dans la catégorie des poids super-légers.

## Palmarès

### Championnats d'Europe
- Médaille de bronze en -64 kg en 2017 à Kharkiv,  Ukraine

### Jeux européens
- Médaille de bronze en -60 kg en 2015 à Bakou,   Azerbaïdjan

## Référence
1. ↑  (en) Résultats des Jeux européens 2015 (amateur-boxing.strefa.pl)
2. ↑   (en) Résultats des championnats d’Europe 2017 (amateur-boxing.strefa.pl)